# Animal Crossing
Animal Crossing (рус. «Перекрёсток Животных») — серия видеоигр в жанре симулятор жизни, разработанная и выпущенная японской компанией Nintendo и созданная японским геймдизайнером Кацуя Эгути. В играх серии игрок применяет на себя роль жителя-человека, проживающего в деревне, населённой антропоморфными животными и занимается различными видами деятельности, такими как рыбалка, ловля жуков и добыча окаменелостей. Серия известна отсутствием конца как такового и использованием реального времени с консоли для имитации реального течения времени.
По всему миру выпущено пять основных игр серии Animal Crossing, по одной для Nintendo 64/iQue Player (усовершенствованная версия перевыпущена на Nintendo GameCube), Nintendo DS, Wii, Nintendo 3DS и Nintendo Switch. В дополнение вышли три спиноффа: игра-песочница Animal Crossing: Happy Home Designer для Nintendo 3DS, настольная игра Animal Crossing: Amiibo Festival для Wii U и симулятор жизни Animal Crossing: Pocket Camp для мобильных устройств.

## Игровой процесс
Игры основной линейки имеют схожий игровой процесс — это нелинейный симулятор жизни, лишённый элементов стресса и соревнований. Игрок управляет новосёлом-человеком в посёлке, населённом антропоморфными животными. В New Horizons основным местом действия становится остров. Игровой персонаж должен бродить по окрестностям городка или острова, чтобы собирать природные ресурсы и продавать их в местный магазин. Во всех играх основной серии присутствует местный предприниматель — енот Том Нук, предоставляющий в кредит жилое пространство для игрового персонажа. Жилище затем можно расширить за больший кредит. Выплата долгов и стремление разными способами заработать деньги лежит в основе игрового процесса игр Animal Crossing. Внутриигровое время во всех играх привязано к реальному, есть смена дня и ночи, также в определённые дни проводятся праздники и мероприятия.

Сравнение дизайнов женского персонажа в разных частях игр Animal Crossing слева направо: Animal Crossing (2001), Wild World (2005), City Folk (2008), и New Leaf (2012) и New Horizons (2020)

В играх можно собирать фрукты, ракушки у берега, ловить рыбу и насекомых с помощью специальных инструментов, а также выкапывать окаменелости. Их можно продавать в магазин, чтобы заработать местную валюту колокола, или же сдавать в музей филина Блезерса для пополнения местной музейной выставки. На накопленные деньги также можно покупать мебель для украшения пространств дома или одежду.
Городок или остров населяют разумные животные, с которыми игровой персонаж будет вступать в периодические диалоги и выполнять различные просьбы в обмен на возможные подарки. Со временем игровой персонаж выстраивает доверительные отношения с жителями и открывает доступ к новым диалогам. Также в городке или острове располагаются общественные здания, продающие предметы, одежду или оказывающие иные виды услуг. Хотя список таких зданий меняется с каждой игрой серии, некоторые здания и их работники появлялись во всех частях — магазин Нуков, ателье сёстёр Эйбл, музей филина Блезерса или путешествующий музыкант К. К. Слайдер. Изабель, самый популярный персонаж у фанатов серии, впервые была представлена в New Leaf.
Несмотря на схожий игровой процесс, каждая игра в серии привносила нововведения, расширяющие и улучшающие общий игровой процесс. Например, Wild world впервые предложила многопользовательский режим, New Leaf — улучшенный дизайн персонажей и полномочия мэра города, а New Horizons — систему крафта и продвинутый инструмент по изменению ландшафта острова. Каждая следующая игра предлагала более детализированную кастомизацию персонажа, его внешности и одежды. Также каждая следующая игра серии предоставляя всё более расширенные инструменты по кастомизации уличного пространства. Если в первой игре можно было лишь сажать деревья или цветы, то Wild World позволяла создавать тропинки, используя пользовательские рисунки. New Leaf позволяла устанавливать предметы, мосты и украшения в рамках общественных работ. New Horizons же позволяла менять ландшафт острова, его возвышенности, русла рек, а также свободно размещать любые предметы.

## История разработки
Разработкой всех игр серии Animal Crossing занималась японская игровая компания Nintendo, известная созданием игр серии Mario. Созданием игр серии занималось подразделение Nintendo EAD и затем Nintendo EPD. Продюсером почти всех игр выступил Кацуя Эгути. Начиная с New Leaf разработкой также руководит Ая Кёгоку.

### 2000-е года
Первая игра серии и одноимённая Animal Crossing разрабатывалась на основе материала невыпущенной игры. Изначально это должна была быть ролевая игра-подземелье для игровой приставки Nintendo 64 c периферийным устройством Nintendo 64DD. Тем не менее провал 64DD заставил Nintendo отказаться от многих проектов, в том числе и прототипа Animal Crossing. Тогда же продюсер Nintendo Кацуя Эгути предложил на основе имеющегося материала создать игру, лишённую уровней, сражений и прочих элементов соревнований и стресса. Сотрудники отнеслись к идее с осторожностью, но Эгути дали зелёный свет на разработку. Созданную игру в итоге он описывал как «способствующую общению», в которую могут играть как дети, так и их родители или друзья, внося свой вклад в общий игровой прогресс. После коммерческого успеха, Nintendo решила выпустить игру на западном рынке, тем не менее Animal Crossing претерпела значительные изменения, начиная с культурных отсылок, заканчивая диалогами, которых было в пять раз больше, чем в типичной RPG-игре.
Разработка Wild World началась после коммерческого успеха первой Animal Crossing. Это также была первая игра серии для портативного устройства Nintendo DS. Игра была значительно оптимизирована из-за ограниченных характеристик DS, в частности упрощена графика, сокращена площадь городка, тем не менее игровой дизайн также был доработан и усовершенствован, например добавлена цилиндрическая поверхность, которая будет применяться в будущих играх серии. Также Wild World впервые предлагала многопользовательский режим, позволяя игрокам посещать городки друг друга. Третья часть серии City Folk или Let’s Go to the City в европейской локализации создавалась, как доработанная версия Wild World для приставки Wii c улучшенной графикой и некоторыми нововведениями, например городским районом.

### 2010-е года
Четвёртая часть серии — New Leaf для Nintendo 3DS создавалась как попытка переосмыслить подход к дизайну игры серии Animal Crossing. В частности игровой процесс в New Leaf был значительно расширен, в том числе и переработан художественный стиль, чтобы сделать окружающий мир более детализированным, реалистичным, игровые персонажи получили более вытянутое туловище. Была в том числе расширена возможность кастомизировать пространство городка, устанавливая в нём предметы через «городские проекты». В команду создателей намеренно вобрали половину разработчиц-женщин, исходя из мнения того, что они лучше смогут понять запросы игроков-женщин, учитывая особую популярность игр серии Animal Crossing среди женщин.
После успешного выпуска New Leaf, Nintendo приняла стратегию по дальнейшему расширению женской аудитории своих игр. Для этого они решили начать выпускать побочные игры по вселенной Animal Crossing, исследуя другие игровые жанры. Первой из них стала Happy Home Designer. Игра создавалась, как попытка развить механику, завязанную на дизайне и проектировании домов. В HHD, игрок работает дизайнером и проектировщиком, обустраивая дома для жителей городка. Второй спин офф под названием Amiibo Festival создавался как виртуальная настольная игра c мини-играми на подобие Mario Party или Itadaki Street. Разработчики также заметили, что Amiibo Festival создавалась в том числе и для продвижения серии фигурок amiibo персонажей из Animal Crossing.
Третий спин офф Pocket Camp — представляет собой условно бесплатную мобильную игру, но с более традиционным игровым процессом, приближенным к играм из основной серии, требуя от игрока собирать ресурсы и выполнять просьбы посетителей кемпинга. Pocket Camp была создана наряду с несколькими другими мобильными играми компанией Nintendo в попытке освоить мобильный рынок.

### 2020-е года
Пятая часть серии New Horizons для приставки Nintendo Switch разрабатывалась с учётом того, чтобы сохранить верность традиционному игровому процессу, но и значительно расширить игровой процесс, предоставив возможность заниматься крафтингом и изменять ландшафт уличного пространства. В этой серии также впервые основным местом действия становится не обжитый городок, а безлюдный остров, который игрок должен постепенно превратить в процветающее пространство. New Horizons также предлагает значительно усовершенствованную графику в сравнении с её приквелами, однако разработчики намеренно сохранили минималистскую художественную эстетику, а точнее перенятую у игры New Leaf.

## Игры
| 2001 | Animal Crossing                            |
| 2002 |                                            |
| 2003 |                                            |
| 2004 |                                            |
| 2005 | Animal Crossing: Wild World                |
| 2006 |                                            |
| 2007 |                                            |
| 2008 | Animal Crossing: City Folk                 |
| 2009 |                                            |
| 2010 |                                            |
| 2011 |                                            |
| 2012 | Animal Crossing: New Leaf                  |
| 2013 |                                            |
| 2014 |                                            |
| 2015 | Animal Crossing: Happy Home Designer       |
| 2015 | Animal Crossing: Amiibo Festival           |
| 2016 | Animal Crossing: New Leaf — Welcome Amiibo |
| 2017 | Animal Crossing: Pocket Camp               |
| 2018 |                                            |
| 2019 |                                            |
| 2020 | Animal Crossing: New Horizons              |

### Основная серия
Animal Crossing или точнее Dōbutsu no Mori (яп. どうぶつの森 До:буцу но Мори) впервые вышла 14 апреля 2001 года для внутреннего рынка Японии, для игровой приставки Nintendo 64. Так как игра предлагала на момент выхода уникальный игровой жанр, у неё не было своей игровой аудитории и продажи в начале шли слабо. Тем не менее продажи игры начали быстро расти за счёт распространения слухов из уст в уста. Игра привлекала нетрадиционную игровую аудиторию, главным образом девочек и взрослых. После коммерческого успеха, Nintendo решила перевыпустить игру на приставке GameCube, а также выпустить в странах запада. С одной стороны первую Animal Crossing принято считать коммерчески успешной игрой, однако её успех сильно сдерживался провальным успехом приставки GameCube.
После успеха Animal Crossing, Nintendo решила выпустить сиквел под названием Wild World для портативной приставки Nintendo DS. Wild World изначально рекламировалась как одна из первых игр для новой приставки Nintendo DS. В этот момент Nintendo шла на рискованный шаг, так как стремительно теряла долю игрового рынка для домашних консолей из-за провальности GameCube. На этом фоне японская компания решила продолжать выпускать свои игры отныне только для портативной приставки. Выход игры состоялся 23 ноября 2005 года в Японии. Wild World оправдала ожидания, значительно превзойдя по продажам первую часть — 11,75 миллионов проданных копий против 2,27 миллионов копий первой части.
На фоне успеха Wild World, Nintendo решила разработать и выпустить City Folk для домашней приставки Wii. Всё это вписывалось в стратегию Nintendo по большему охвату казуальных игроков. Выход игры состоялся 16 ноября 2008 года. При этом игра изначально вышла в США. Релиз сопровождался массовыми спорами из-за того, что игра по мнению игроков и критиков было слишком схожа с Wild World. Продажи игры также шли гораздо сдержаннее, в том числе и потому, что в City Folk играли в основном новички, а игроки Wild World в основной массе проигнорировали игру.
Провал City Folk заставил Nintendo пересмотреть подход к созданию последующих игр серии Animal Crossing. Четвёртая часть под названием New Leaf была выпущена 8 ноября 2012 года в Японии для портативной приставки Nintendo 3DS. Игра после релиза стала хитом в Японии и по популярности превзошла Wild World., спровоцировав дефицит консолей. В итоге совокупные продажи игры составили 12,45 миллионов копий по всему миру.
20 марта 2020 года состоялся выход пятой части серии Animal Crossing — New Horizons, при этом сразу во всех странах с запланированным релизом, в то же время предыдущие игры серии как правило выходили в Японии на несколько месяцев раньше. Игра после выхода стала хитом и даже значительно опережала по продажам New Leaf. К концу 2020 года совокупные продажи игры превысили 30 миллионов единиц, сделав её одной из самых продаваемых игр для Nintendo Switch и одной из самых продаваемых игр 2020 года. Такая феноменальная популярность игры объяснялась и карантинными мерами в связи с пандемией COVID-19.

### Побочная серия
7 августа 2013 года Nintendo выпустила бесплатную программу — социальную сеть под названием Animal Crossing Plaza для Wii U, которая позволяла взаимодействовать друг с другом игрокам из New Leaf, принимать участие в опросах или получать информацию об обновлениях New Leaf. Поддержка сервиса была прекращена 31 декабря 2014 года.
После успешного выпуска New Leaf, Nintendo приняла стратегию по дальнейшему культивированию своей немногочисленной, но и быстро растущей женской игровой аудитории. Для этого было решено начать развивать франшизу Animal Crossing в более широком направлении, начав выпуск побочных игр по вселенной Animal Crossing. 30 июля 2015 года состоялся выход игры Happy Home Designer для Nintendo 3DS, где игроку предлагалось проектировать дома для жителей-животных. Тем не менее игру ждали сдержанные отзывы. По всему миру было продано более трёх миллионов копий игры.
13 ноября 2015 года состоялся выход игры для Wii U — Amiibo Festival, представляющий собой виртуальную настольную игру c мини-играми, похожую на Mario Party. Вместе с игрой Nintendo также запустила продажу коллекцию фигурок amiibo персонажей из Animal Crossing. Amiiibo Festival оказалась провалом. Она получила самые худшие оценки со стороны критиков а её продажи были самыми худшими в истории франшизы c проданными по всему миру 490 000 копиями.
27 апреля 2017 года в магазинах приложений Google Play и App Store состоялся выпуск условно бесплатной игры Pocket Camp, которая предлагала уже более традиционный игровой процесс, типичный для основных игр серии, но всё же он был изменён для адаптации игры на мобильном устройстве с сенсорным экраном. Игра после выхода стала самой скачиваемой на цифровых площадках и сыскала успех среди фанатов серии, тем не менее она подвергалась критике за то, что предлагала заметно более упрощённый игровой процесс, а также из-за обновлений, который искусственно замедляли игровой прогресс и делали изначально бесплатные предметы платными.

## Другие медиа
16 декабря 2006 года в Японии была выпущена экранизация игры Animal Crossing: Wild World под названием «Лес Животных». Фильм был снят компанией OLM, Inc. и выпущен компанией Toho. «Лес Животных» заработал в прокате 1,8 миллиарда иен (примерно 19,2 миллиона долларов) в кассах.

## Музыка
Музыкальное сопровождение ко всем играм писал Кадзуми Тотака. Для почти всех его мелодий свойственно простое звучание без звукового перенасыщения. Изначально такой подход к написанию мелодий был обусловлен ограниченной памятью картриджей для Nintendo 64 и Nintendo DS. Затем это стало традицией для серии. Музыка в играх делится на два основных типа — мелодии, играющие в фоновом режиме, когда персонаж игрока находится на улице, а также мелодии, которые можно услышать от антропоморфного пса К. К. Слайдера или включить на музыкальной колонке дома. Если фоновые мелодии различаются в каждой части, то песни К.К. — одинаковые во всех играх, но их коллекция растёт с каждой новой частью. Сам К. К. Слайдер является камео композитора Кадзуми Тотаки.
Язык, на котором разговаривают все персонажи в игре, неофициально называется «анимальским» (англ. Animalese). Он не является полностью синтетическим, так как отдельные звуки и слоги были записаны с участием реальных актёров озвучивания, затем полученные звуки искусственно объединялись в слова и предложения. Полученную речь затем ускоряли и меняли частоту голоса. Как правило частота голоса повышается, но жители с «капризным» темпераментом наоборот говорят пониженным голосом. Всё это было намеренно сделано, чтобы имитировать неразборчивую речь, сами же диалоги сопровождаются субтитрами.

## Отзывы критиков
| Игра                | GameRankings | Metacritic |
| ------------------- | ------------ | ---------- |
| Animal Crossing     | 86.25%       | 87/100     |
| Wild World          | 86.27%       | 86/100     |
| City Folk           | 73.54%       | 73/100     |
| New Leaf            | 86.93%       | 88/100     |
| New Horizons        | —            | 90/100     |
| Happy Home Designer | 66.15%       | 66/100     |
| Amiibo Festival     | 48.47%       | 46/100     |

Почти все игры основной серии получали положительные отзывы со стороны критиков. Кацуя Эгути, разработчик игр серии Animal Crossing заметил, что в своё время первая игра серии обладала беспрецедентным игровым процессом и важная проблема состояла в том, чтобы заинтересовать и найти потенциальную аудиторию. Разработчики понятия не имели, как просто объяснить, чем являлась Animal Crossing.
Редактор сайта Comicyears Тейлор Бацэр заметил, что хотя франшиза Animal Crossing не так стара, как например Fire Emblem или Super Mario, она сумела собрать одну из крупнейших игровых аудиторий, состоящих далеко не из традиционных геймеров. Расслабляющий и медленный игровой процесс может потенциально заинтересовать игрока любого возраста и забыться в виртуальном мире с запоминающимися персонажами. Тай Дювидсон с сайта Goombastomp заметил, что с первого взгляда идея игрового процесса игр Animal Crossing не кажется столь забавной — это выплата ипотечного кредита и необходимость для этого постоянно выполнять рутинные задачи. При этом истинная магия данных игр заключается в способности заставить игрока забыться в их вымышленных безмятежных мирах. Несмотря на нетипичный игровой процесс, серия Animal Crossing стала одной из самых успешных франшиз от Nintendo и приобрела свою современную форму во многом благодаря стараниям Аи Кёгоку.
Джордан Оломан с сайта Fandom заметил, что игры серии Animal Crossing доказали готовность миллениалов вкладывать все возможные средства в погашение жилищного долга, пусть речь и идёт о вымышленном мире. Рис Гудолл с сайта The Boar заметил, что основное удовольствие от игрового процесса игр Animal Crossing достигается не за счёт выполнения определённых целей, а благодаря исследованию городка, стремлению подружиться с животными-жителями или поиску очередного способа облагородить уличное пространство. Игры Animal Crossing как правило становились фаворитами у фанатов серии и входили в число самых продаваемых для соответствующих консолей. Аналогично представитель сайта Globe заметил, что очарование Animal Crossing и её сиквелов кроется в передаваемой атмосфере, достигающейся за счёт реальной смены дня, ночи, времён года, общение с причудливыми и уникальными сельскими жителями и празднование мероприятий, похожих на реальные праздники. Непринуждённые и лишённый стресса игровой процесс в итоге дарит игроку беззаботный опыт, напоминающий мирную сельскую жизнь. Хотя каждая игра серии привносила что-то новое и обладала более усовершенствованным игровым процессом, она сохраняла устоявшеюся формулу и преимущества предыдущих игр серии.
Все выпущенные игры являются одними из самых продаваемых игр на консолях, на которых они были выпущены. Продажи Animal Crossing для Gamecube составили 2,32 миллиона копий. Продажи Wild World — 11,75 миллиона копий; City Folk — 3,38 миллиона копий; New Leaf — 12,21 миллиона копий и Happy Home Designer — 3,04 миллиона. По состоянию на 26 апреля 2020 года продажи игры Animal Crossing: New Horizons составляют 13,41 млн копий, игра стала самой продаваемой в серии спустя 6 недель после выпуска. Animal Crossing: Amiibo Festival был критическим и коммерческим провалом; в Японии было продано только 26 325 экземпляров. В общей сложности было продано более 40 миллионов копий игр серии Animal Crossing.

### Влияние
В своё время первая игра франшизы Animal Crossing стала одной из первых игр, ориентирующихся на тех, кто раннее не играл в компьютерные игры, среди которых было в том числе и множество женщин. Она также рассматривалась одним из самых ранних примеров игр, которые в будущем будут считаться казуальными. Серия Animal Crossing стала одной из самых известных и определяющих представителей жанра «симулятор жизни» наряду с серией игр The Sims.
Франшиза Animal Crossing известна больше всего в пределах Японии. Так, согласно данным опроса, проведённым TesTee.lab в 2017 году, более 70 % опрошенных японцев играли или по крайне мере знали о существовании Animal Crossing, 37,7 % мужчин и 42,1 % женщин в районе 20 лет заявляли, что играли в Animal Crossing или её сиквелы, среди подростков этот показатель составлял 54,9 % среди мальчиков и 58,2 % среди девочек.
Хотя первая игра Animal Crossing в своё время считалась коммерчески успешной, именно вторая часть Wild World принесла тогда ещё молодой франшизе мировую славу. Вторая часть рассматривалась, как самая популярная альтернатива MMORPG-играм, не требующей продвинутых игровых навыков для совместной игры. С тех пор Animal Crossing стала рассматриваться Nintendo как один из её ведущих брендов, наряду с Mario, Zelda и «Покемонами». Успех игр Animal Crossing мотивировал Nintendo начать выпускать другие казуальные игры для привлечения массовой аудитории не-геймеров, например такие игры, как Brain Age или Nintendogs. В свою очередь это позволило заметно увеличить долю женщин среди игровой аудитории Nintendo. Именно при дальнейшей разработки игр серии Animal Crossing своё продвижение по карьерной лестнице начала Ая Кёгоку, ныне самая влиятельная женщина — продюсер и геймдизайнер в компании Nintendo. Именно она предопределила дальнейшее развитие франшизы.
Так как игры серии Animal Crossing собирают вокруг себя игровую аудиторию, отличную от фанатов остальных игр от Nintendo, выпуск очередной игры сопровождается и массовой покупкой консолей от Nintendo. Выпуск Wild World (2005), New Leaf (2012) и New Horizons (2020) провоцировал массовый дефицит игровых приставок в розничных магазинах.
Франшиза собрала вокруг себя одну из крупнейших фанатских игровых аудиторий, активных в интернете. На фоне остальных игровых фендомов она выделялась тем, что в большей степени состояла из женщин, детей и казуальных игроков, нежели из традиционных геймеров. По большей части фанатской сообщество состоит их пользователей стран дальнего востока, в частности Японии или Южной Кореи. Творческое самовыражение — демонстрация благоустроенных городков или созданных индивидуальных рисунков выступает одной из центральных тем в фанатском сообществе New Leaf.
В 2021 году Animal Crossing пополнила коллекцию всемирного зала славы видеоигр в Нью-Йорке США, как одна из самых известных и влиятельных компьютерных игр в истории. New Horizons 2020 года выпуска значительно превзошла по продажам все предыдущие игры серии и была настолько популярна, что в неё играли американские знаменитости, а также использовали известные компании или дома моды, как площадку по продвижению своей продукции, например IKEA, Valentino или Gucci.